# Юкаликулево (Дюртюлинский район)
Юкаликулево (баш. Йүкәлекүл) — село в Дюртюлинском районе Республики Башкортостан Российской Федерации. Входит в состав Суккуловского сельсовета.

## География

### Географическое положение
Расстояние до:
- районного центра (Дюртюли): 12 км,
- центра сельсовета (Суккулово): 4 км,
- ближайшей ж/д станции (Уфа): 111 км.

## История
В «Списке населенных мест по сведениям 1870 года», изданном в 1877 году, населённый пункт упомянут как деревня Юкаликуль 4-го стана Бирского уезда Уфимской губернии. Располагалась при речке Евбазе, на почтовом тракте из Бирска в Мензелинск, в 35 верстах от уездного города Бирска и в 13 верстах от становой квартиры в деревне Дюртюли. В деревне, в 55 дворах жили 320 человек (178 мужчин и 142 женщины, мещеряки), была мечеть. Жители занимались земледелием и скотоводством.

## Население
| 2002 | 2009 | 2010 |
| ---- | ---- | ---- |
| 395  | ↗405 | ↘364 |

Национальный состав
Согласно переписи 2002 года, преобладающая национальность — башкиры (66 %).